# 근덕초등학교 교곡분교
근덕초등학교 교곡분교는 대한민국 강원특별자치도 삼척시 근덕면 교곡리 253에 있었던 공립 초등학교이다.

## 연혁
- 1974. 9. 20 근덕국민학교 교곡분교장 추진위원회발족(20명)
- 1975. 9. 12 근덕국민학교 교곡분교장 설립인가
- 1986. 3. 16 5학급 편제
- 1997. 6. 13 국교에서 근덕초등학교(교곡분교)로 변경
- 1999. 9. 1 근덕초등학교로 통폐합